# Barsaat
Pour plus de détails, voir Fiche technique et Distribution.
Barsaat ou Barsaat - A Sublime Love Story est un film romantique de Bollywood réalisé par Suneel Darshan avec Bobby Deol, Priyanka Chopra et Bipasha Basu. Sorti en 2005, c'est un remake du film américain sorti en 2002 Fashion victime avec Reese Witherspoon, Josh Lucas, Patrick Dempsey. C'est aussi le troisième film de Bollywood portant ce titre.

## Synopsis
Arav (Bobby Deol) est un brillant et ambitieux designer de voitures originaire d'une petite ville du nord de l'Inde et immigré aux États-Unis. Il travaille dans un garage mais n'a qu'une idée en tête, que son talent soit reconnu en tant que designer. 
Il fait la connaissance de la séduisante Anna (Bipasha Basu), qui croit au destin et pense que leur rencontre n'est pas due au hasard. Celle-ci, à force d'insistance, finit par le séduire et lui obtient même le travail de ses rêves, grâce à l'aide de son grand-père (Shakti Kapoor) qui a une poste important chez BMW. Heureux et amoureux, le mariage est planifié mais Arav reçoit une lettre d'Inde : son père est souffrant, il doit donc retourner quelque temps chez lui après des années d'absence. 
Là-bas, il revoit la douce Kajal (Priyanka Chopra), son amie d'enfance, celle qu'il protégeait lorsqu'elle avait peur de l'orage en période de mousson, à qui il avait autrefois promis son cœur et qu'il a épousé avant son départ pour les États-Unis. Celle-ci ne l'a pas oublié, et attend depuis 3 ans le retour de son mari avec impatience. Mais Arav a d'autres projets, et compte bien profiter de son séjour pour obtenir le divorce afin de concrétiser ses projets de mariage avec Anna.

## Fiche technique
- Titre : Barsaat
- Titre original en hindi : बरसात
- Titre original en ourdou : برسات,
- Réalisation : Suneel Darshan
- Scénario : Robin Bhatt et Shyam Goel
- Musique :Nadeem-Shravan
- Paroles : Sameer
- Chorégraphie : Raju Khan
- Direction artistique : Gautam Sen
- Photographie : W B Rao
- Montage : Sanjay Sankla
- Production : Suneel Darshan
- Langue : hindi
- Pays d'origine : Inde
- Date de sortie : 19 août 2005
- Format : Couleurs
- Genre : comédie romantique
- Durée : 144 min

## Distribution
- Bobby Deol : Arav Kapoor
- Priyanka Chopra : Kajal Kapoor
- Bipasha Basu : Anna Virvani
- Shakti Kapoor : Monsieur Virvani, grand-père d'Anna
- Manmeet Singh : Maninder Singh, ami d'Arav
- Farida Jalal : la grand-mère de Kajal
- Sharat Saxena : l'avocate
- Gajendra Chauhan : le père d'Arav
- Beena Banerjee : la mère d'Arav

## Musique
Le film comporte 8 chansons.
- Nakhre - Alisha Chinoy, Ishq
- Mushkil - Abhijeet, Alka Yagnik
- Pyaar Aaya - Sonu Nigam, Alka Yagnik
- Aaja Aaja - Alka Yagnik
- Chori Chori Ladi Akhiyaan - Udit Narayan, Alka Yagnik, Aapna
- Maine Tumse Pyaar Bahut Kiya - Alka Yagnik
- Barsaat Ke Din Aaye - Kumar Sanu, Alka Yagnik
- Saajan Saajan Saajan - Alka Yagnik, Kailash Kher, Priyanka Chopra